# Claude Charles Rouxel
Claude Charles Rouxel est un homme politique français né le 30 juin 1771 à Plérin et mort le 29 janvier 1855 à Saint-Brieuc.

## Biographie
Claude Charles Rouxel est le fils de Louis François Rouxel, seigneur de Maisonneuve, négociant et armateur, et de Marie-Thérèse Denis de Prémuré. Il épouse Joséphine Marie Le Mée de La Salle, petite-fille du maire de Saint-Brieuc François Michel Lymon de La Belleissue.
Manufacturier, il est élu représentant du commerce et de l'industrie à la Chambre des Cent-Jours par le grand collège de la Loire-Inférieure le 12 mai 1815.
Il obtient sa réélection, dans le grand collège des Côtes-du-Nord, le 22 août 1815.
Du 27 août 1830 au 22 janvier 1831, il est préfet du Var

## Sources
- « Claude Charles Rouxel », dans Adolphe Robert et Gaston Cougny, Dictionnaire des parlementaires français, Edgar Bourloton, 1889-1891 [détail de l’édition]